# Scopula acinosa
Scopula acinosa là một loài bướm đêm trong họ Geometridae.